# قسم قرية الخير الريفي (مقاطعة داراب)
قسم قرية الخير الريفي (بالفارسية: دهستان قریه الخیر) هي منطقة سكنية تقع في إيران في قسم. يقدر عدد سكانها بـ 6,589 نسمة .